# Рудна Вас
Рудна Вас (словен. Rudna Vas) — поселення в общині Радече, Савинський регіон, Словенія. Висота над рівнем моря: 590,6 м.